# Ga Đặng Xá
Ga Đặng Xá là một nhà ga xe lửa tại thành phố Nam Định, tỉnh Nam Định. Nhà ga là một điểm của đường sắt Bắc Nam và nối với ga Cầu Họ với ga Nam Định.

## Các tuyến
- Đường sắt Bắc Nam